# Mari ibn Sulayman
Mari ibn Sulayman est un écrivain chrétien arabophone, appartenant à l'Église d'Orient (dite « Église nestorienne »), et ayant vécu au XIIe siècle dans le califat des Abbassides.

## Œuvre
On ne connaît pratiquement rien de lui, sinon qu'il est l'auteur d'une somme théologique et historique de son Église, dans laquelle il se nomme deux fois (« Moi, Mari ibn Sulayman, pauvre pécheur... »). Cet ouvrage est intitulé le Livre de la Tour (en arabe Kitāb al-Majdal), un titre dont la signification symbolique gouverne son organisation : sept parties qui sont les sept « étages » de la Tour. La première est une exposition générale ; la deuxième présente les fondations de l'édifice, qui sont l'unité de Dieu, la vie du Christ, la Trinité et l'Incarnation ; ensuite la troisième dresse les « piliers d'angle », qui sont le baptême et l'eucharistie ; dans la quatrième, les « sept candélabres », c'est-à-dire les sept vertus de l'âme, illuminent la Tour (la piété, la charité, la prière, le jeûne, la miséricorde, l'humilité, la chasteté) ; les « sept colonnes » qui soutiennent l'édifice sont présentés dans la cinquième partie (la Création, le Jugement Dernier, les Prophéties, la venue du Messie, l'histoire de l'Église d'Orient, l'histoire des hérésies, la collection des textes bibliques) ; la sixième partie présente les « quatre canaux » qui alimentent la Tour en eau (la prière, la sanctification du dimanche, les cierges et l'encens, la pénitence) ; enfin, la septième décrit les « jardins » couronnant la Tour, où se reposent les chrétiens libérés de la Loi juive de l'Ancien Testament.
Le passage de ce vaste ouvrage qui retient l'attention des historiens est l'histoire de l'Église d'Orient qui se trouve incluse dans la cinquième partie (dont elle constitue la cinquième section). Elle se présente comme une série de biographies des catholicos de cette Église, à la manière du Liber Pontificalis pour la papauté, ou de l'Histoire des patriarches de l'Église d'Alexandrie pour les patriarches de l'Église copte. Cette série va des origines jusqu'au catholicos Abdicho III, mort en 1148, ce qui permet de dater approximativement l'ouvrage. S'agissant du catholicos Barsauma Ier (1133-1136), l'auteur dit explicitement qu'il a recueilli des témoignages oraux à son sujet. Pour les périodes plus anciennes, il a eu accès à des sources aujourd'hui disparues, et apporte parfois des informations qui ne se retrouvent pas ailleurs.
Le Livre de la Tour a été imité deux siècles plus tard, au XIVe siècle, par un autre auteur nommé Amr ibn Matta. Leurs deux ouvrages homonymes sont souvent confondus, même dans les manuscrits. Le texte entier est donné par le Paris. arab. 190 (XIIIe siècle), les 191 et 192 de la même collection (XIVe siècle) en donnant chacun une partie. Quatre autres manuscrits (trois au Vatican, un à Londres) donnent également des copies partielles ou plus récentes.

## Édition
- H. Gismondi (éd.), Maris Amri et Slibae De patriarchis nestorianorum commentaria, Rome, 1896-1899 (arabe et latin).